# 테모투주
테모투주(Temotu Province)는 솔로몬 제도 동부에 위치한 주로, 산타크루스 제도와 그 외의 섬들을 포함한다. 주도는 라타이며 면적은 895km2, 인구는 18,912명(1999년 기준)이다.